# Jan Drohojowski (kasztelan sanocki)
Jan Drohojowski z Drohojowa herbu Korczak (zm. przed 21 sierpnia 1601) – marszałek Trybunału Głównego Koronnego w 1589 roku, sekretarz królewski.
Był synem Stanisława Drohojowskiego, krzewiciela kalwinizmu, i Urszuli Gucci. Ożenił się z Anną Bal, córką Matjasa Bala kalwina.  Miał córkę Annę, która wyszła za mąż za wdowca Hieronima Dębskiego - podstolego krakowskiego.   Miał też trzech synów; Macieja Stanisława Drohojowskiego i dwóch Janów Parysów Drohojowskich.
Mimo że stryjem był Jan Drohojowski (biskup włocławski) (ok. 1505-1557). Jan zakłada zbory kalwińskie. Od 1579 jest sekretarzem królewskim, następnie występuje jako kasztelan sanocki w 1588 r., i prowizor ewangelicki w 1599 r. Podpisał synod włodzisławski w 1589 r. W 1589 roku był sygnatariuszem ratyfikacji traktatu bytomsko-będzińskiego na sejmie pacyfikacyjnym.
Jako ewangelik był wybrany prowizorem przez protestancko-prawosławną konfederację wileńską w 1599 roku. 
Aż do śmierci pozostał gorliwym wyznawcą kalwinizmu.